# Carlton (Nottinghamshire)
Carlton is een plaats in het bestuurlijke gebied Gedling, in het Engelse graafschap Nottinghamshire. 
Het is een buitenwijk van Nottingham.